# Léon Courville
 (février 2019).
Si vous disposez d'ouvrages ou d'articles de référence ou si vous connaissez des sites web de qualité traitant du thème abordé ici, merci de compléter l'article en donnant les références utiles à sa vérifiabilité et en les liant à la section « Notes et références ».
Pour les articles homonymes, voir Courville (homonymie).
Léon Courville est un économiste, un professeur, un auteur et un administrateur canadien. 
Ancien président de la Banque nationale du Canada, il a étudié au HEC Montréal et à l'Université Carnegie-Mellon, où il obtient son doctorat en 1972. Nommé directeur de l''Institut d'économie appliquée, son prédécesseur est Jacques Parizeau. Il a publié plusieurs ouvrages en économie avant d'être nommé à la tête du conseil du CHUM. 
Courville a aussi administré des sociétés telles que Mediagrif Interactive Technologies, Nav Canada, Delphes Technologies Global Wine and Spirits. Il a servi à titre de conseiller spécial pour Mario Dumont et Paul Daniel Muller.  Par ailleurs, il a démarré son vignoble au Lac-Brome en 1999. 

## Distinctions
- Prix Coopers & Lybrand pour son livre Piloter dans la tempête[2].